# ثنائي (موسيقى)
الثنائي - ويعرف أيضا بـ الدويتو (بالإنجليزية: Duet)‏ مصطلح يطلق علي أي عمل يقوم شخصين بالاشتراك في تقديمه، ولكنه في الغالب يطلق علي الأعمال الموسيقية.

## استخدامات المصطلح

### في الموسيقي
- يستخدم هذا المصطلح لوصف عمل موسيقي يقوم بأدائه موسيقيين على آلتين موسيقيتين من نفس النوع.
- كما يطلق أيضا على العمل الموسيقي الذي يقوم بأدائه موسيقيين علي آلتين موسيقيتين مختلفتين.
- كما يطلق على أي عمل فني غنائي لشخصين قد يشتركان في اداء أغنية أو جزء منها.
- وفي هذه الحالة ممكن أن يصنف ضمن قائمة الفرق الموسيقية
- أشهر أنواع هذا النمط في الموسيقى الكلاسيكية: دويتو بيانو.

### في الغناء
- يستخدم هذا المصطلح لوصف عمل غنائي مشترك يقوم بأدائه مطربين حيث يقوم كل مطرب بأداء جزء خاص به من الأغنية أو يشتركان في جزء.